# Српско племство
Српско племство или српска властела или српско властелинство односи се на историјски привилеговани поредак или сталеж (аристократију) Србије, односно средњовековне српске државе, а после османских освајања српских земаља у 15. и 16. веку, српске племићке породице Краљевине Угарске, Млетачке републике, и Хабзбуршке монархије. Неке српске породице су оплемењене и у Руском царству. Са осамостаљењем Србије у 19. веку настаје нова аристократија.

## Средњи век
У средњовековним српским државама, повлашћени слој чинили су племство и свештенство, одвојено од пучана, део феудалног друштва. Племство или властела грубо је груписано у магнате (великаше или велможе) и мање племство (властеличиће). Србија је следила византијски модел.

## Рани нови период
После османског освајања у 15. и 16. веку, уследиле су велике сеобе Срба у Панонску низију. Заједница у Краљевини Угарској, а касније и Хабзбуршкој монархији, била је позната као „Рашани“. Срби су се истакли као ратници и дипломате, и уписивали се у аустријске, ердељске или влашке службе. После пада Беча 1683. године, српски ратници су отишли у Аустрију и Русију где су стекли високе чинове и одликовања у војсци, и поново се појавио нови ниво племства. Слично, према Јадрану, погранични Срби, хајдуци одметници и ускоци ратовали су против Османлија, којима је Млетачка република доделила племићке титуле.

## Српска револуција
Карађорђе, врховни вођа Првог српског устанка, доделио је племићке титуле током рата. Међу њима су биле војводе, принчеви и војне владарске титуле, попут капетана.

## Срби царског руског племства
Руски огранак српске породице Милорадовић основан је 1715. године, када је Михаил Милорадовић Први, један од тројице браће које је Петар Велики регрутовао да подстичу побуну против Турака четири године раније, побегао из Херцеговине у Русију и ступио у Петрову службу као пуковник. Огранак је стекао статус комита у Русији и међу његовим члановима је био и гроф Михаил Милорадовић, који је служио као генерал у Наполеоновим ратовима.
Остали Срби који су оплемењени у Русији су генерали гроф Ђорђе Арсенијевић Емануел, гроф Марко Константинович Ивелић и гроф Петар Иванович Ивелић. Гроф Симеон Зорић је такође служио Руском царству, као генерал-потпуковник, али је био гроф Светог римског царства пре него гроф царског руског племства.